# 潘冰嫦
潘冰嫦（英語：Helen Poon Bing Sheung，1952年—），前藝名潘碧常，香港女演員，出身於1970年麗的映聲第四期藝員訓練班。她於1970年代至2000年代初曾在麗的電視、亞洲電視以及無綫電視演出。期間是邵氏電影公司影星。現時已淡出娛樂圈，多參與慈善活動。其契女為電視節目主持杜如風。

## 背景
潘冰嫦是廣州西關十大戶之首潘氏之後人，早年在九龍黃大仙區至九龍城區一帶成長。母親孫倩玉是一名粵劇演員，反串飾演武生男角，與已故演員陳立品於同一粵劇團共事。潘小時候曾於姨媽家中生活了五年，五歲時立志當演員，因為她想演戲給母親觀看。她在一所黃大仙區小學就讀初小，1965年畢業於聖公會基德小學下午校，同屆同學尚有嶺南大學校長鄭國漢和香港立法會議員易志明。中五畢業前本來打算報讀麗的映聲第一期藝員訓練班，但由於未成年，所以最後入讀了1970年麗的映聲第四期藝員訓練班，並於同年畢業，同學有梁淑莊、李道洪等人。
潘冰嫦出道首三年與麗的簽半年制合約，最初主持綜藝節目，1974年成為一年制合約藝人後主要參演劇集，曾是麗的電視轉型為免費電視初期的主要花旦及節目主持人。1973年，潘冰嫦參演電影處女作《春滿丹麥》，同年在電影《亡命浪子》中首次飾演女主角，与電影紅星鄧光榮演對手戲。至1977年，潘冰嫦約滿離開麗的電視，又提前與無綫電視解約，且於同年簽約邵氏電影公司，主力在電影圈發展，一度成為邵氏的當紅女星。1980年起與朋友合資在新加坡經營時裝與旅運店。
1981年，潘冰嫦約滿離開邵氏，之後輾轉於香港和台灣之間，繼續發展演藝事業。同期為香港《華僑日報》以及加拿大《大漢公報》撰寫專欄。也在香港商業電台主持《東南西北》。1980年代後期起，潘冰嫦先後在亞洲電視和無線電視演出電視劇及主持節目。也曾主持香港電台廣播節目環節《霓嫦物語》。1996年得到他人指點，指其名字中的「嫦（娥）」奔月的舉動很孤單，不利當時有男友的她，便建議她改藝名「潘碧常」。本來打算息影的她基於陳寶華看過其《真情》的演出，於是被對方遊說重投亞洲電視，在2001年6月開始成了基本合約演員。淡出娛樂圈後，潘冰嫦活躍於參與慈善義工工作，又會客串演出電視短劇。而她淡出娛樂圈的原因在於約滿電視台之前被圈中人的謠言中傷，以致不獲電視台高層與她續約。

## 家庭生活
潘冰嫦於1999年結婚，丈夫為東蓮覺苑董事兼寶覺小學辦學團體校董譚溢鴻。家翁譚六（譚耀興）是美國雷諾士煙草（RJ Reynolds）旗下雲絲頓（Winston），沙龍（Salem）及駱駝牌香港總經銷商「萬昌行煙草」的創辦人。潘冰嫦與譚溢鴻婚後育有一子。此外，她與已故歌手鄧麗君是好朋友。

## 演出作品
*以下列表只記錄潘冰嫦演出過的劇集作品，若有遺漏，請協助補充相關資料。

### 電視劇（麗的電視/亞洲電視）
| 首播   | 名稱                | 角色     | 備註               |
| 1974年 | 情天長恨            |          |                    |
| 1975年 | 聊齋之蓮香          | 蓮香     |                    |
| 1975年 | 故園情深            | 梁美莉   |                    |
| 1975年 | 子夜                |          |                    |
| 1976年 | 三國春秋            | 伏皇后   |                    |
| 1976年 | 上下流              |          |                    |
| 1976年 | 靜默的革命          |          | 與廉政公署聯合製作 |
| 1988年 | 滿清十三皇朝之嘉慶  | 艽蘭     |                    |
| 1988年 | 十月風暴            | 凱倫     |                    |
| 1989年 | 愛情蝙蝠俠          | 曹靜姿   |                    |
| 1989年 | 皇家檔案II之霓虹鳥  | 關燕玲   |                    |
| 1989年 | 皇家檔案III之火百合 | 邱淑梅   |                    |
| 1990年 | 富貴冤家            |          |                    |
| 1990年 | 佳偶天成            |          |                    |
| 1991年 | 大提琴與點38        |          |                    |
| 1991年 | 四驅橋聖            | 杜梁少娟 |                    |
| 1992年 | 點解阿Sir係隻鬼     | 司徒齊頌 |                    |
| 1993年 | 豪俠傳              |          |                    |
| 2001年 | 非常好警            | 林淑賢   |                    |
| 2002年 | 親子情未了          | 周麗玲   |                    |
| 2003年 | 萬家燈火            | 杜可欣   |                    |
| 2004年 | 8號巴士站站情       | 呂帶銀   |                    |

### 電視劇（無綫電視）
| 首播   | 名稱             | 角色       | 備註             |
| 1976年 | 狂潮             | 王張玉君   |                  |
| 1977年 | 殺手·神槍·蝴蝶夢 |            |                  |
| 1977年 | 一屋·兩伙·三人行 |            |                  |
| 1995年 | 真情             | 蘇菲       | 劇集播放至1999年 |
| 1997年 | 真命天師         | 連母       |                  |
| 1998年 | 烈火雄心         | 蘭         |                  |
| 1998年 | 西遊記 (貳)      | 朱紫國皇后 |                  |
| 1999年 | 刑事偵緝檔案IV   | 連映雪     |                  |
| 1999年 | 雙面伊人         | 天母       |                  |

### 電視劇（其它）
香港電台
- 1980年：執法者 飾 學校女教師（單元《黑學生》）
- 2009年：流金頌（第1集）[29]
- 2011年 火速救兵 飾 陸文初妻子
- 2011年 廉政行動2011 飾 沈鳳英
- 2012年 賭海迷徒(香港電台電視劇)第7集 飾 珍
- 2014年 總有出頭天（第1、3、5-6集）[30]
- 2015年 回到未來錢 飾演 李明妻子
- 2017年 獅子山下2015 飾 Guts母親[31]
- 2017年 獅子山下2017 飾
- 2019年 現身說法 飾 麥醫生

### 電視電影
- 1988年：女人心（亞洲電視）
- 1992年：一千靈異夜之血咒（亞洲電視）

### 電影
- 春滿丹麥 (1973)
- 亡命浪子 (1973)
- 天天報喜 (1974)
- 密令 (1974)
- 風雲八千里 (1975)
- 香港超人大破摧花黨 (1975)
- 橫沖直撞 (1975)
- 大千世界 (1975)
- 封神榜（1975） 飾 妲己
- 鱷潭群英會 (1976)
- 阿茂正傳 (1976)
- 雌雄錯 (1976)
- 廟街皇后 (1977)
- 財子名花星媽 (1977)
- 大腳娘子 (1977)
- 爛鬼與車頭 (1978)
- 中華丈夫 (1978)
- 倫文敘與沙三少 (1978)
- 倚天屠龍記 (1978)
- 倚天屠龍記大結局 (1978)
- 新紅樓夢 (1978) 飾 紫娟
- 一零八 (1978)
- 殘酷大分屍 (1978)
- 殘缺 (1978) 飾 杜天道妻子（杜常之母）
- 爛頭何 (1979)
- 少林英雄榜 (1979)
- 金臂童 (1979) 飾 冷鳳
- 圓月彎刀 (1979)
- 梁天來 (1979)
- 八萬罪人 (1979)
- 乾隆皇與三姑娘 (1980) 飾 三姑娘
- 奪棍 (1980)
- 綽頭王 (1980)
- 飛狐外傳 (1980) 飾 胡夫人（胡斐之母）
- 龍虎雙刁 (1981)
- 魔劍俠情 (1981)
- 執法者 (1981)
- 黑蜥蜴 (1981)
- 穴門鷹爪 (1981)
- 陸小鳳之決戰前後 (1981)
- 童軍樂 (1981)
- 三十年細說從頭 (1982)
- 大旗英雄傳 (1982)
- 人生得意衰盡歡 (1993)
- 懵仔多情 (1996)
- 陰陽路之升棺發財 (1998)
- 有情飲水飽 (2001)
- 我的野蠻同學 (2001) 飾 Edward 媽
- 新紮師兄 (2004)

### 綜藝節目
主持
- 1971年至1974年：週末喜相逢（麗的電視）

演出
- 1976年至1977年：歡樂今宵（無綫電視）

嘉賓
- 1973年：銀色新聞（麗的電視）
- 1985年：午間小敘（亞洲電視）
- 2002年：女人龍門陣（亞洲電視）
- 2012年：亞視百人（亞洲電視）